# تنصير الشعوب الجرمانية

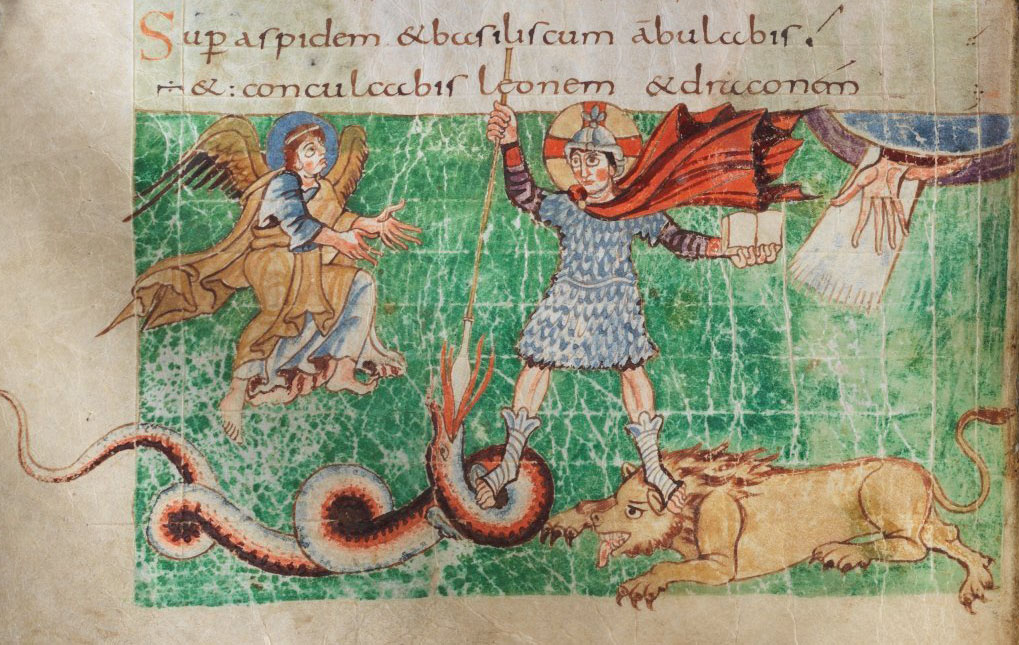

خضعت الشعوب الجرمانية للتنصير التدريجي في فترة أواخر العصور القديمة المتأخرة والعصور الوسطى المبكرة. كانت إنجلترا وفرنسا متدينتين بالدين المسيحي رسميًا بنحو عام 700 بعد الميلاد وبحلول عام 1100 لم يعد للوثنية الجرمانية نفوذًا سياسيًا في الدول الإسكندنافية.

## نبذة تاريخية

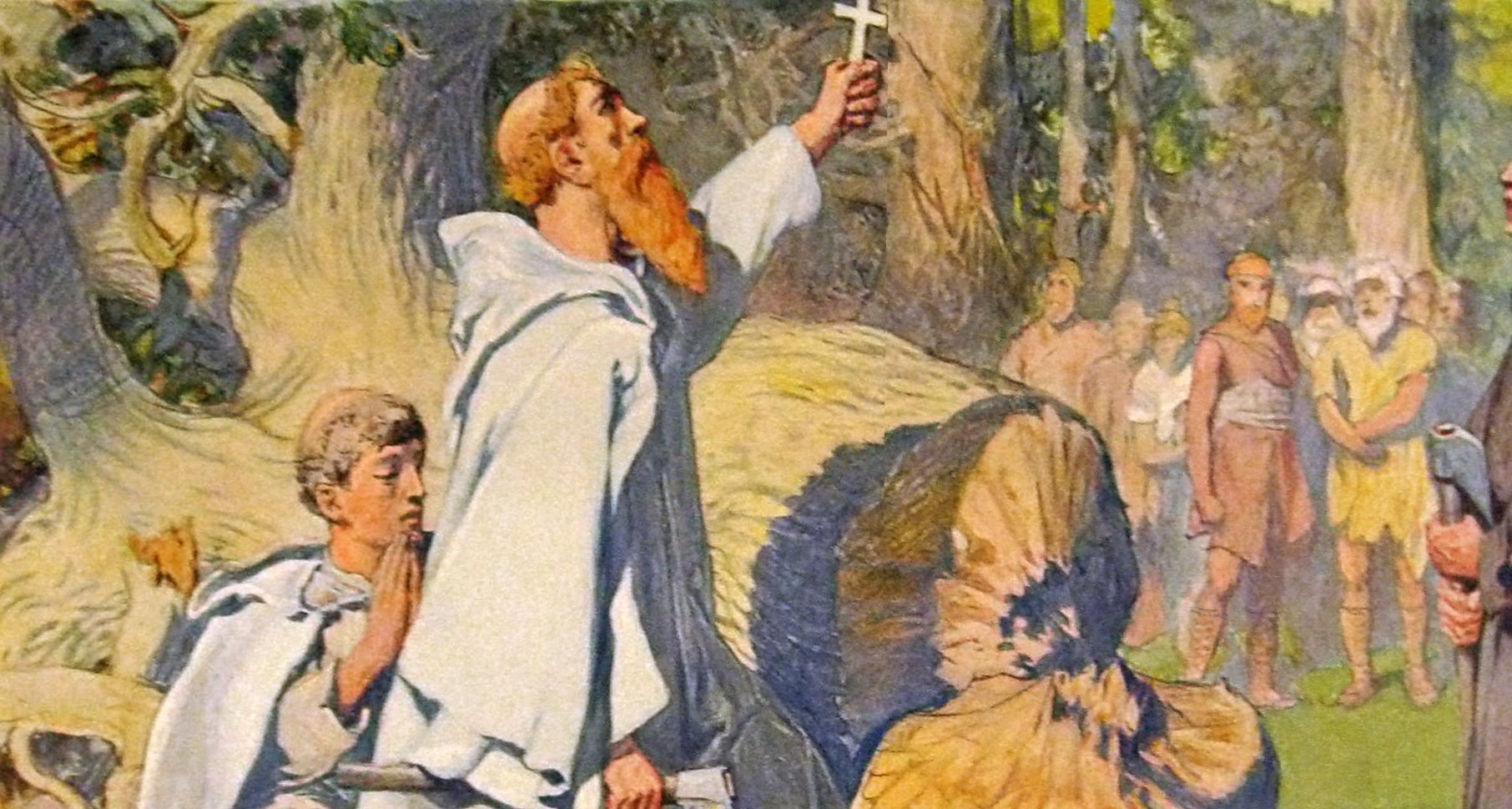
القديس بونيفاس يرفع صليبه إيذاناً بالنصر للمسيحية بعد قطع شجرة الآلهة الجرمانية.

في القرن الرابع الميلادي، سُهّلت جزئياً عملية التنصير المبكّرة لمختلف الشعوب الجرمانية بسبب مكانةِ الإمبراطورية الرومانية المسيحية بين الوثنيين الأوروبيين. لحين سقوط الإمبراطورية الرومانية الغربية، اعتنقت القبائل الجرمانية التي هاجرت إلى هناك المسيحية (باستثناء كل من ساكسون، والفرنجة، ولومبارديون). اعتمدت العديد من هذه الشعوب وعلى وجه الخصوص القوط و الوندال،  الآريوسية (هي مذهب مسيحي وإحدى الطوائف التي لم يعد لها وجود في الوقت الراهن، تنسب إلى آريوس، أحد كهنة الإسكندرية) بدلًا من الثالوث (إيه كيه إيه الملقب بمجمع نيقية الأول أو الأرثوذكسية) التي يُعتقد أنها عُرّفت بشكل دوغماتي من قبل الكنيسة في الإيمان النيقاوي. كانت الزيادة التدريجية للمسيحية الجرمانية، في بعض الأحيان، طوعًا، لا سيما بين المجموعات المرتبطة بالإمبراطورية الرومانية. من القرن السادس، حُولت القبائل الجرمانية (أو أُعيد تحويلها من الآريوسية) من قبل المبشرين من الكنيسة الكاثوليكية.
تحول العديد من القوط إلى المسيحية بصفتهم أفرادًا خارج الإمبراطورية الرومانية. تحول معظم أعضاء القبائل الأخرى إلى المسيحية عندما استقرت قبائلهم داخل الإمبراطورية، واعتنق معظم الفرنجة والأنجلوسكسونية المسيحية بعد بضعة أجيال. خلال القرون التي تلت سقوط روما، مع نمو الانشقاق العظيم بين الأبرشيات الموالية للبابوبية الرومانية في الغرب وتلك الموالية للبطاركة الآخرين في الشرق، معظم الشعوب الجرمانية (باستثناء القوط القرميين وبعض المجموعات الشرقية الأخرى) ستصبح فيما بعد تدريجياً متحالفة مع الكنيسة الكاثوليكية في الغرب، ولاسيما نتيجة لحكم شارلمان.

### القوط
في القرن الثالث، هاجرت القبائل الجرمانية الشرقية إلى السهول، شمال البحر الأسود، التي هي اليوم الجنوب الغربي لأوكرانيا، القرم ومن هناك إلى بيسارابيا والتي هي اليوم رومانيا. عاش القوط الشرقيين في بيسارابيا وعاش الطرونجة في محافظات مولدافيا والأفلاق، التي تُدعى كاوكالاند. ظهرت الثقافة والهوية القوطية من مختلف المناطق الجرمانية الشرقية، ومن جماعة السارماتيون، والديشينيون المحليون. في نفس الفترة، أسر المهاجمين القوط مع الرومان العديد من المسيحيين، وأسر المهاجمون الداعمون للرومان بعضًا من القوط.
يولفيلاس، أو يولفيلا، كان نجل أو حفيد المسيحيين من ساداغولثينا (بالقرب من بارناسوس) في كابادوكيا الذي أُسر من قبل القوط. في عام 337 أو 341، أُرسل يولفيلاس من قِبل الإمبراطور الآرياسي قنسطانطيوس الثاني لوعظ القوط في لغتهم، وأصبح أول أسقف قوطي من (آريوسي من المسيحيين). في عام 348، بدأ أحد الملوك القوط  في اضطهاد القوط المسيحيين، ومع يولفيلاس والعديد من القوط المسيحيين الآخرين، الذين لاذوا بالفرار إلى الأمان في داخل حدود الإمبراطورية الرومانية.
بين 348 و 383، ترجم يولفيلاس الكتاب المقدس إلى اللغة القوطية. وهكذا استخدم بعض المسيحيين الآريوسيين في الغرب  اللغات المحلية، وبما في ذلك اللغتين القوطية واللاتينية، وذلك لتقديم الخدمات، بحيث استخدمها المسيحيون في شرق مقاطعة الرومانية، بينما استخدم معظم المسيحيين في المقاطعات الغربية اللاتينية.

### الفرنجة والألمانيون
تحول الفرنجة الوثنيون، الذين كانوا يهاجرون إلى بلاد الغال من القرن الثالث، مع حكمهم الميروفينجي إلى الكنيسة الكاثوليكية في يوم عيد الميلاد في عام 498، في أعقاب معركة تولبياك، عندما اعتنق كلوفيس الأول المسيحية وعُمّد في رانس. مُررت تفاصيل هذا الحدث من قِبل جريجوري من توروس الذي سجلها بعد سنوات عديدة في القرن السادس. بعد اعتناقهم، صُور الفرنجة على أنهم في قتال ضد الآرياسيين الزنادقة والبرابرة. ومع ذلك، تشير الدلائل إلى أن كلوفيس فشل في إثارة خلاف ديني بين القوط الآرسيين الغربيين والغالو الرومانيين وليس هناك ما يشير إلى أن الدين كان الدافع وراء الحروب. اتبع العديد من نبلاء الفرنجة كلوفيس في اعتناق المسيحية، إلا أن اعتناق جميع رعاياه حدث بعد جهود كبيرة وفي بعض المناطق على مدى القرنين التاليين. تتناول وقائع سانت دينيس أنه بعد اعتناق كلوفيس، كان هناك عددًا من الوثنيين الذين لم يكونوا سعداء بالتجمع حول راجنشار، الذي لعب دورًا مهمًا في صعود كلوفيس الأول إلى السلطة. على الرغم من أن النص كان ما يزال غير واضحًا فيما يتعلق بالحجج الدقيقة، إلا أن كلوفيس أعدم راجنشار. هُزمت جيوب المقاومة المتبقية من منطقة إلى أخرى، ويرجع ذلك أساسًا إلى عمل شبكة موسعة من الأديرة.
لم يعتنق الألمانيون المسيحية إلا بعد فترة من التوفيق الديني خلال القرن السابع، وذلك من خلال المحاكاة التدريجية للدين الجديد من النخبة الميروفنجية. واعتنق اللومبارديون المسيحية الكاثوليكية عند دخولهم إلى إيطاليا، وحدث ذلك أيضًا خلال القرن السادس.
حتى عام 1066، في الوقت الذي فقد فيه الدنماركوين والشماليون موطئ قدم في بريطانيا، نُظم العمل اللاهوتي والتبشيري في ألمانيا  إلى حد كبير بواسطة البعثة الأنجلوسكسونية، بدرجات متفاوتة من النجاح. كان الحدث الرئيسي هو قطع بلوطة دونار في عام 723 بالقرب من فريتسلار بواسطة سانت بونيفاس، رسول الألمان ورئيس أساقفة ماينز الأول.
في النهاية، فُرض اعتناق المسيحية بالقوة المسلحة واكمله بنجاح تشارلز العظيم (شارلمان) والفرنجة في سلسلة من الحملات (الحروب السكسونية)، التي بدأت في 772 بتدمير العمود (في حقبة ما قبل المسيحية كان يُستخدم العمود كطقس ديني للوثنيين) وبلغت ذروتها بهزيمة وقتل القادة السكسونية في مذبحة فيردين في عام 787 وإخضاع هذه القبيلة الكبيرة من خلال التحركات السكانية السكسونية القسرية داخل الأراضي الفرنجة والعكس صحيح.

### إنجلترا
بدأت عملية التنصير في إنجلترا الأنجلوسكسونية بنحو عام 600 بعد الميلاد، متأثرة بالبعثة الغريغورية من الجنوب الشرقي والبعثة الهايبرنية الاسكتلندية من الشمال الغربي. أرسل البابا غريغوري الأول أول رئيس أساقفة كانتربيري، أوغسطين، إلى جنوب إنجلترا في عام 597. إن عملية التحويل عادة ما كانت تنطلق من قمة التسلسل الهرمي الاجتماعي إلى الأسفل، بشكل سلمي عمومًا، مع اختيار حاكم محلي للتحويل، وعندها يعتنق رعاياه أيضًا اسمياً المسيحية. كانت هذه العملية في كثير من الأحيان جزئية فقط، ربما بسبب الارتباك فيما يتعلق بطبيعة الدين الجديد، أو بسبب الرغبة في الاستفادة من التقليدين. ومن الأمثلة الشهيرة على ذلك ريدوالد ملك إنجاليا الشرقية الذي أقام مذبحًا مسيحيًا داخل معبده الوثني. يُظهر مكان دفنه المشتبه به في ساتون هوو تأثيرات واضحة على طقوس الدفن مسيحية وثنية.
كان آخر ملك أَنجلُوسَكسوني وثني هو الملك أروالد من جزيرة وايت اليوتي، قُتل في معركة في عام 686 وهو يقاتل ضد فرض المسيحية في مملكته.
خلال الفترة الطويلة من غزوات الفايكنج وتسوية الأفكار الوثنية الأَنجلُوسَكسونية الإنجليزية والطقوس الدينية التي جعلت شيئًا من العودة، لاسيما في دانيلا خلال القرن التاسع وخاصة في مملكة نورثمبريا، الذي كان آخر ملك يحكمها كدولة مستقلة هو إريك بلوداكس، وهو من الفايكينج، وكان على الأرجح وثني وحكم حتى عام 954 بعد الميلاد.

### الدول الإسكندنافية
كانت الدول الإسكندنافية الجزء الأخير من أوروبا الجرمانية لتحويلها إلى المسيحية وأكثر مقاومة. من العصور الوسطى العليا، حُوّلت أراضي أوروبا الشمالية تدريجياً لاعتناق المسيحية تحت القيادة الألمانية، وعُدلت  لتكون دولاً قوميةً تحت إشراف الكنيسة، واستُكملت في الحملات الصليبية الشمالية.
في وقت لاحق، مدد نبلاء ألمانيا والدول الإسكندنافية نطاق سلطتهم إلى الشعوب الفينية، والسامية، والبلطيق وبعض الشعوب السلافية.